# Кодегуа

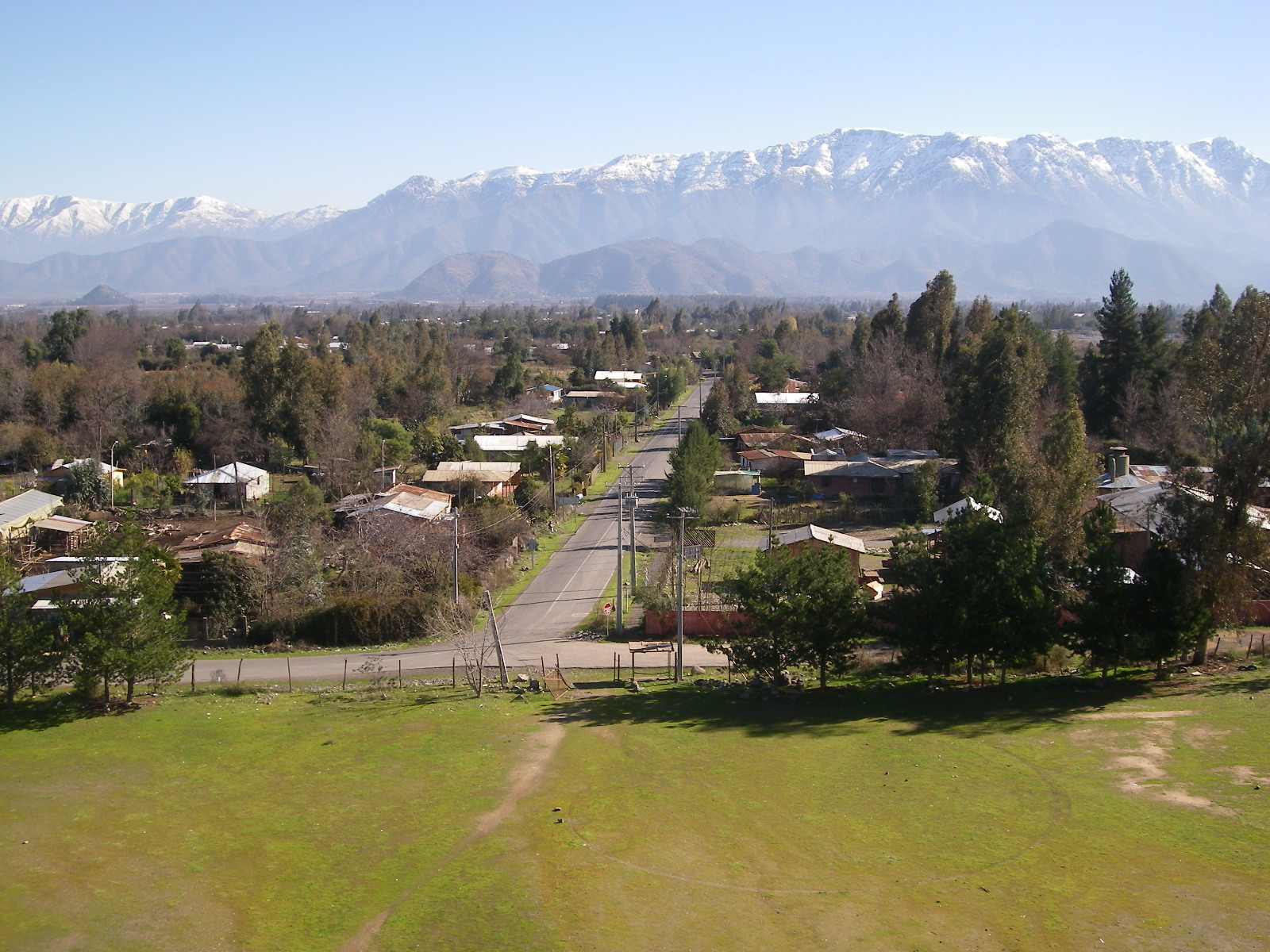

Кодегуа (ісп. Codegua) — місто в Чилі. Адміністративний центр однойменної комуни. Населення — 12 988 осіб (2017). Місто і комуна входить до складу провінції Качапоаль і регіону Лібертадор-Хенераль-Бернардо-О'Хіггінс.
Територія — 287 км². Чисельність населення — 12 988 мешканця (2017). Щільність населення — 45,3 чол./км².

## Розташування
Місто розташоване за 16 км на північ від адміністративного центру області міста Ранкагуа.
Комуна межує:
- на півночі — з комуною Мостасаль
- на сході — з комуною Сан-Хосе-де-Майпо
- на півдні — з комуною Мачалі
- на заході — з комуною Гранерос